# 颱風燦鴻 (2009年)
| 太平洋颱風季             |
| 主題頁 - 專題 - 編輯指南 |

颱風燦鴻（中國及香港譯作燦鴻，菲律賓大氣地理天文部門：Emong，國際編號：0902，JTWC：02W）是2009年太平洋颱風季的一個熱帶氣旋。

## 發展過程及路徑
2009年5月2日，一低壓區於越南東南面海域快速形成。聯合颱風警報中心把它升格為熱帶低氣壓，並暫名為97W。日本氣象廳於五月三日把在南沙西南偏西約320公里的南海中部上的97W升格為熱帶低氣壓，命名為燦鴻，並緩慢向東北移動，當日傍晚增強為熱帶風暴。燦鴻於五月四日緩慢向北移動，翌日增強為強烈熱帶風暴，但於五月六日轉向東北偏東移動。它於五月七日增強為颱風，當晚橫過菲律賓北部。燦鴻於五月八日向東移動，進入北太平洋西部。當日凌晨燦鴻減弱為強烈熱帶風暴，下午再減弱為熱帶風暴。燦鴻於五月九日進一步減弱為熱帶低氣壓，並於隨後三天大致向西北偏北移動。它於五月十二日在琉球群島附近減弱為一低壓區。

## 影響

### 菲律賓
燦鴻為菲律賓北部帶來暴雨，並引致多宗房屋倒塌和山體滑波事故，造成超過25人死亡、另3人失蹤、約有4000多人受到影響。

## 圖片庫

5月4日
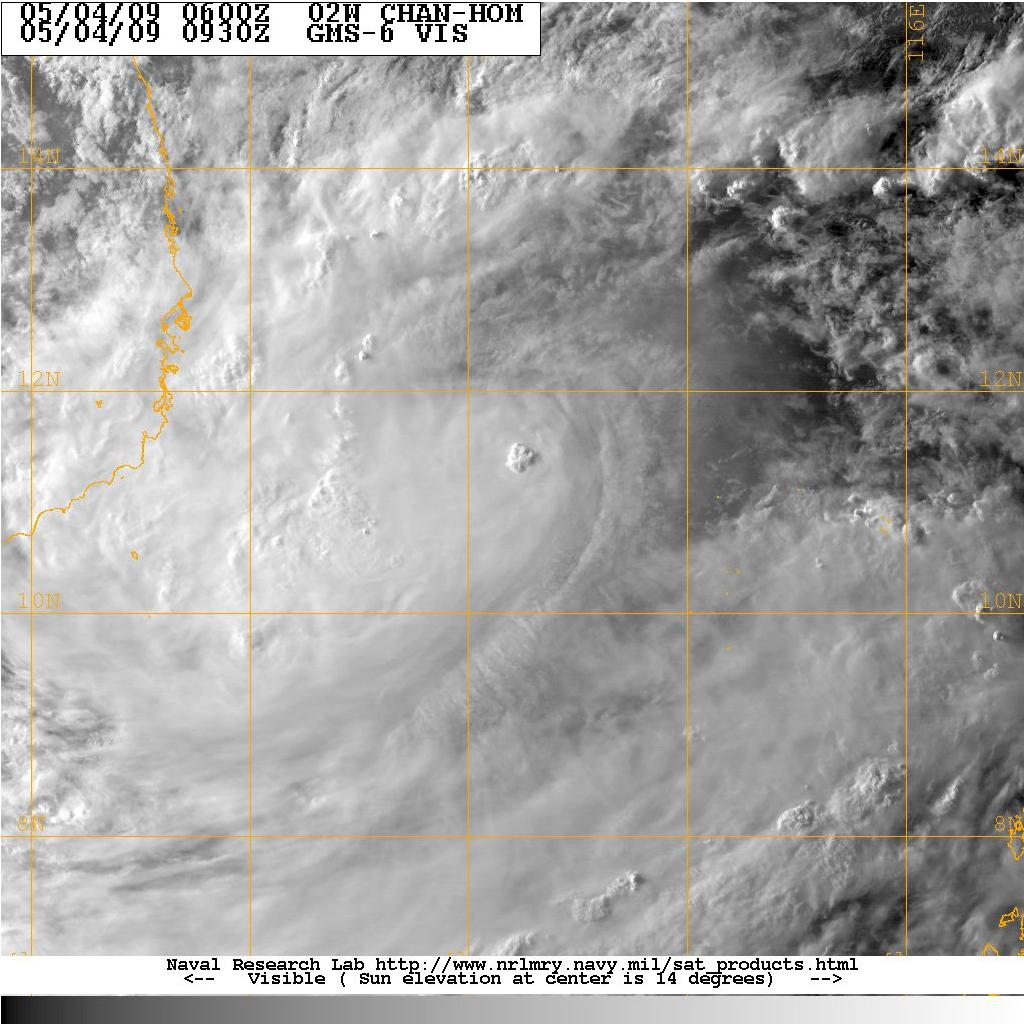
5月4日
5月6日

## 內部連結
- 2009年太平洋颱風季
- 熱帶氣旋

## 外部連結
- （英文）https://web.archive.org/web/20090826230250/http://metocph.nmci.navy.mil/jtwc.php 聯合颱風警報中心首頁
- （日語）http://www.jma.go.jp/jma/index.html （页面存档备份，存于） 日本氣象廳首頁
- （繁體中文）http://www.cwb.gov.tw （页面存档备份，存于） 中央氣象局首頁
- （英文）http://www.pagasa.dost.gov.ph/ （页面存档备份，存于） 菲律賓大氣地球物理和天文管理局首頁
- （中文）http://www.hko.gov.hk （页面存档备份，存于） 香港天文台首頁
- （中文）http://www.smg.gov.mo （页面存档备份，存于） 澳門地球物理暨氣象局首頁